# Lubuk Tupak
Lubuk Tupak is een bestuurslaag in het regentschap Ogan Komering Ulu van de provincie Zuid-Sumatra, Indonesië. Lubuk Tupak telt 716 inwoners (volkstelling 2010).